# Tårta

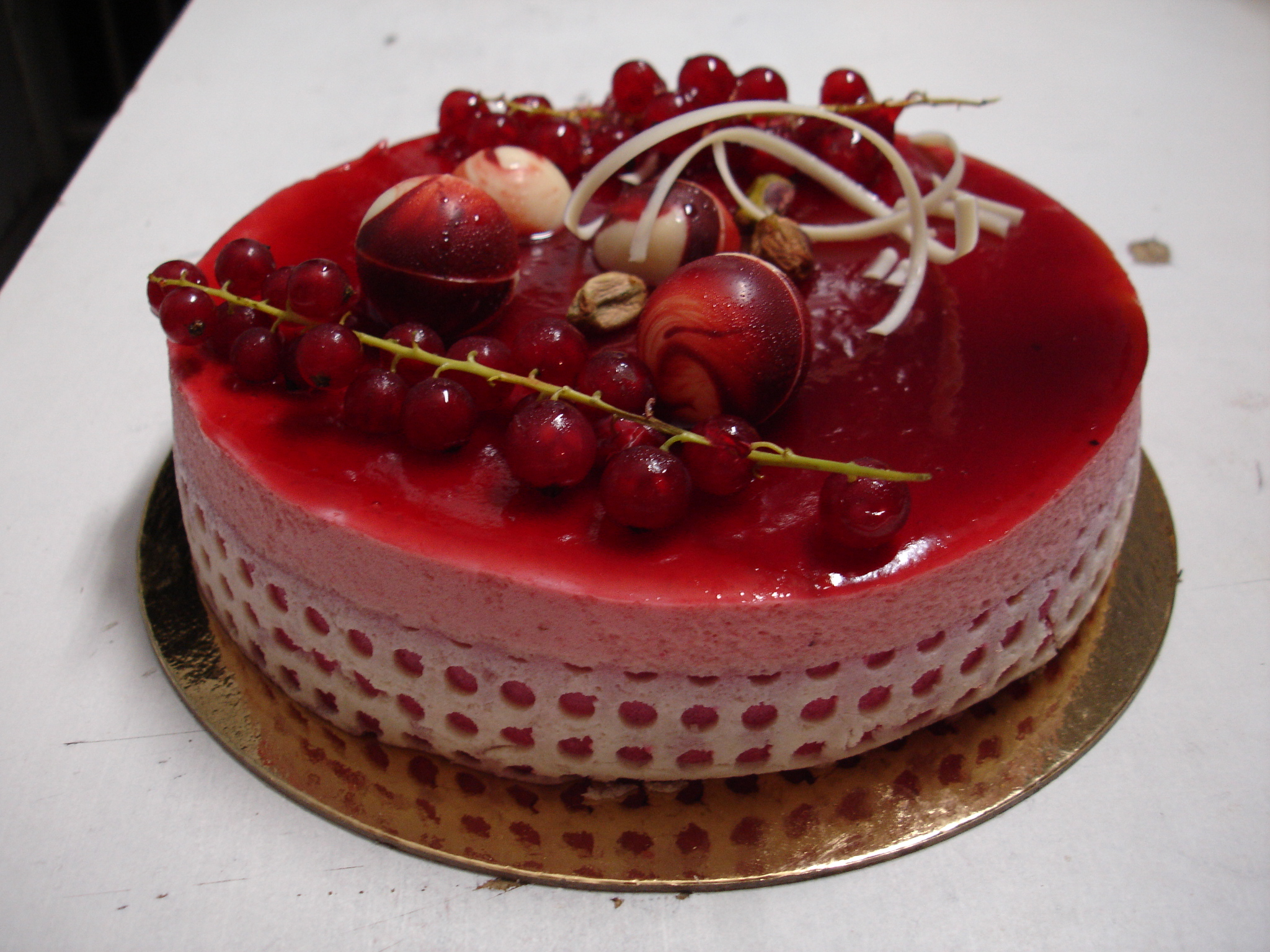
En dekorationstårta

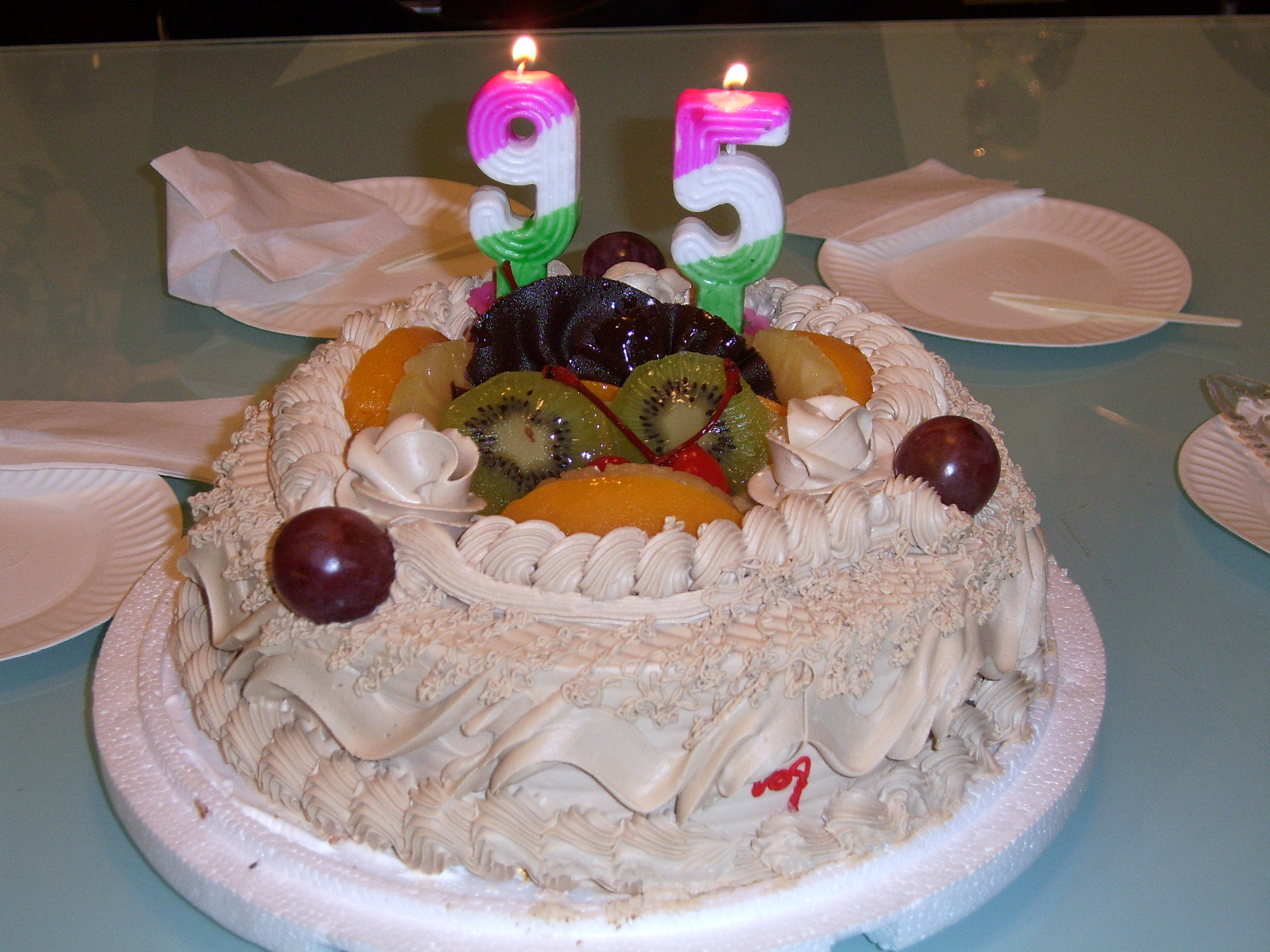
En födelsedagstårta

Marsipantårta

En tårta är en sorts stort bakverk, normalt bestående av flera lager tårtbotten (även kallat anslag) med fyllning emellan[källa behövs]. Tårtbottnen är vanligen platt och kan vara av sockerkakstyp eller maräng. Tårtan brukar dekoreras, exempelvis med vispgrädde, skivad frukt, bär, marsipan, choklad, skivad mandel eller chokladlinser.
Tårtan är avsedd att delas mellan flera personer och delas upp i bitar. Ett motsvarande bakverk som är mindre, så att det endast utgör en portion, kallas normalt bakelse. En stubbe är en liten tårta. För att dela tårtan och lägga upp bitarna används en tårtspade.
Tårtor äts främst för att fira något eller förgylla tillvaron. Födelsedagar brukar firas med tårta. Oavsett sort, kan den då kallas födelsedagstårta. Ofta pryder man födelsedagstårtan med samma antal tårtljus som personen fyller år, eller förenklar med sifferformade ljus som anger antalet levnadsår (se bild). Traditionen kommer från antikens Grekland, där mångudinnan Artemis hyllades med runda kakor med levande ljus. Kakorna och ljusen symboliserade månen, medan röken från ljusen skulle bära önskningarna upp till Artemis.

## Historia
Ordet tårta kan spåras till flera europeiska språk. Franskans tarte men även tyskans torte som i sin tur kan härledas till äldre högtyskans tortulla och turtella. Torta återfinns även i italienskan. Dessa varianter härstammar från latinets torta i betydelsen runt bröd som bildats från tortus, torta och tortum som betyder rundad.
Tårtan var från början inte en sötsak. Bland de första söta tårtorna hörde mandeltårtor, exempelvis Linzer Torte. I Sverige blev Oscar II:s tårta en populär mandeltårta med smörkräm. En annan mandeltårta är Alexandertårtan. De flesta av de tårtor som är kända idag skapades först under 1800- och 1900-talet. 1832 lanserades till exempel den välkända Sachertårtan av Klemens von Metternichs kökschef Franz Sacher (1816–1907). 
En starkt bidragande orsak till att nya tårtor lanserades framgångsrikt var att separatorn uppfunnits, vilket ledde till att grädde kunde vispas hårdare och användas till garnering. Kända gräddtårtor i Sverige är till exempel schwarzwaldtårtan och prinsesstårtan. I Sverige kom gräddtårtan att bli den mest populära tårtan under 1900-talet.

## Tårtvarianter
- Glasstårta
- Pannkakstårta, en tårta med tunnpannkakor som bottnar, alltså en sorts pannkaksrätt
- Rulltårta
- Smörgåstårta